# Onthophagus incantatus
Onthophagus incantatus là một loài bọ cánh cứng trong họ Bọ hung (Scarabaeidae).